# Китайский зодиак
Кита́йский зодиа́к (кит. 生肖) — схема классификации, которая имеет знак с определёнными животным и присущим им стихиями в 12-летнем цикле. Китайский зодиак, а также буддийский календарь популярен в Китае, Корее, Японии и Монголии, тюркоязычных, а также в других восточноазиатских странах, таких как Вьетнам, Бирма, Непал, Бутан, Шри-Ланка, Камбоджа, Таиланд и Лаос.

## Название
Использование слова «зодиак» отражает некоторую связь с западными знаками зодиака: цикл здесь также разделён на 12 частей, и большинство из них связаны с каким-либо животным. Однако есть существенные различия: в китайском зодиаке деление идёт по годам, месяцам, дням и часам, а не только по месяцам, как в западной астрологии. Зодиакальные животные не связаны с созвездиями, не привязаны к небесной сфере, но соотносятся с временами года.

## Знаки

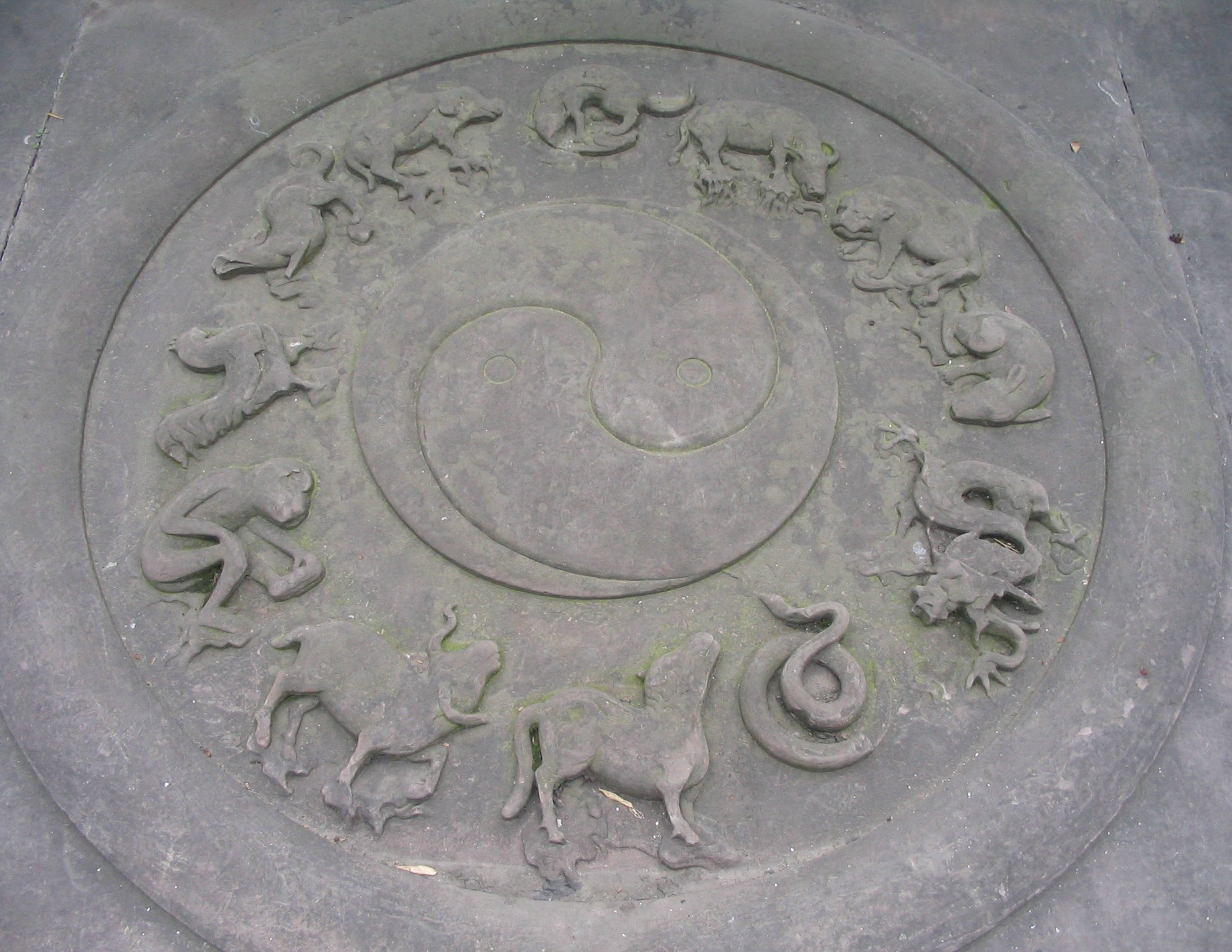
Каменная резьба с изображением знаков Китайского зодиака

Зодиак традиционно начинается со знака крысы (есть множество историй о причинах такого порядка; они приведены ниже). Ниже приведены все животные в порядке следования и привязкой к земной ветви.
| Животное         | Название на Китайском языке | Земная ветвь | Энергия | Тригон     | Элемент |
| ---------------- | --------------------------- | ------------ | ------- | ---------- | ------- |
| Крыса/мышь       | 鼠                          | 子           | Ян      | 1-й тригон | Вода    |
| Бык/вол/буйвол   | 牛                          | 丑           | Инь     | 2-й тригон | Земля   |
| Тигр/барс        | 虎                          | 寅           | Ян      | 3-й тригон | Дерево  |
| Кролик/заяц/ КОТ | 兔/兎                       | 卯           | Инь     | 4-й тригон | Дерево  |
| Дракон           | 龍/龙                       | 辰           | Ян      | 1-й тригон | Земля   |
| Змея             | 蛇                          | 巳           | Инь     | 2-й тригон | Огонь   |
| Лошадь           | 馬/马                       | 午           | Ян      | 3-й тригон | Огонь   |
| Коза/овца        | 羊                          | 未           | Инь     | 4-й тригон | Земля   |
| Обезьяна         | 猴                          | 申           | Ян      | 1-й тригон | Металл  |
| Петух            | 雞/鸡                       | 酉           | Инь     | 2-й тригон | Металл  |
| Собака           | 狗/犬                       | 戌           | Ян      | 3-й тригон | Земля   |
| Кабан/свинья     | 豬/猪                       | 亥           | Инь     | 4-й тригон | Вода    |

По мнению Ричарда Кука, первоначально китайский знак Дракона (辰) мог ассоциироваться со скорпионом.

## Китайский календарь

### Годы
Данная таблица показывает 60-летний цикл, сопоставляемый с григорианским календарём за 1924—2043 годы. По словам некоторых астрологических источников[каких?], 60-летний цикл начинается около 4 февраля.
|           | Годы                              | Энергия | Элемент | Небесные стволы | Земные ветви | Знаки    | Годы                             |
| 1924-1983 | 1984-2043                         | Энергия | Элемент | Небесные стволы | Земные ветви | Знаки    |                                  |
| --------- | --------------------------------- | ------- | ------- | --------------- | ------------ | -------- | -------------------------------- |
| 1         | 5 февраля 1924 — 23 января 1925   | Ян      | Дерево  | 甲              | 子           | Крыса    | 2 февраля 1984 — 19 февраля 1985 |
| 2         | 24 января 1925 — 12 февраля 1926  | Инь     | Дерево  | 乙              | 丑           | Бык      | 20 февраля 1985 — 8 февраля 1986 |
| 3         | 13 февраля 1926 — 1 февраля 1927  | Ян      | Огонь   | 丙              | 寅           | Тигр     | 9 февраля 1986 — 28 января 1987  |
| 4         | 2 февраля 1927 — 22 января 1928   | Инь     | Огонь   | 丁              | 卯           | Кролик   | 29 января 1987 — 16 февраля 1988 |
| 5         | 23 января 1928 — 9 февраля 1929   | Ян      | Земля   | 戊              | 辰           | Дракон   | 17 февраля 1988 — 5 февраля 1989 |
| 6         | 10 февраля 1929 — 29 января 1930  | Инь     | Земля   | 己              | 巳           | Змея     | 6 февраля 1989 — 26 января 1990  |
| 7         | 30 января 1930 — 16 февраля 1931  | Ян      | Металл  | 庚              | 午           | Лошадь   | 27 января 1990 — 14 февраля 1991 |
| 8         | 17 февраля 1931 — 5 февраля 1932  | Инь     | Металл  | 辛              | 未           | Коза     | 15 февраля 1991 — 3 февраля 1992 |
| 9         | 6 февраля 1932 — 25 января 1933   | Ян      | Вода    | 壬              | 申           | Обезьяна | 4 февраля 1992 — 22 января 1993  |
| 10        | 26 января 1933 — 13 февраля 1934  | Инь     | Вода    | 癸              | 酉           | Петух    | 23 января 1993 — 9 февраля 1994  |
| 11        | 14 февраля 1934 — 3 февраля 1935  | Ян      | Дерево  | 甲              | 戌           | Собака   | 10 февраля 1994 — 30 января 1995 |
| 12        | 4 февраля 1935 — 23 января 1936   | Инь     | Дерево  | 乙              | 亥           | Свинья   | 31 января 1995 — 18 февраля 1996 |
| 13        | 24 января 1936 — 10 февраля 1937  | Ян      | Огонь   | 丙              | 子           | Крыса    | 19 февраля 1996 — 6 февраля 1997 |
| 14        | 11 февраля 1937 — 30 января 1938  | Инь     | Огонь   | 丁              | 丑           | Бык      | 7 февраля 1997 — 27 января 1998  |
| 15        | 31 января 1938 — 18 февраля 1939  | Ян      | Земля   | 戊              | 寅           | Тигр     | 28 января 1998 — 15 февраля 1999 |
| 16        | 19 февраля 1939 — 7 февраля 1940  | Инь     | Земля   | 己              | 卯           | Кролик   | 16 февраля 1999 — 4 февраля 2000 |
| 17        | 8 февраля 1940 — 26 января 1941   | Ян      | Металл  | 庚              | 辰           | Дракон   | 5 февраля 2000 — 23 января 2001  |
| 18        | 27 января 1941 — 14 февраля 1942  | Инь     | Металл  | 辛              | 巳           | Змея     | 24 января 2001 — 11 февраля 2002 |
| 19        | 15 февраля 1942 — 4 февраля 1943  | Ян      | Вода    | 壬              | 午           | Лошадь   | 12 февраля 2002 — 31 января 2003 |
| 20        | 5 февраля 1943 — 24 января 1944   | Инь     | Вода    | 癸              | 未           | Коза     | 1 февраля 2003 — 21 января 2004  |
| 21        | 25 февраля 1944 — 12 февраля 1945 | Ян      | Дерево  | 甲              | 申           | Обезьяна | 22 января 2004 — 8 февраля 2005  |
| 22        | 13 февраля 1945 — 1 февраля 1946  | Инь     | Дерево  | 乙              | 酉           | Петух    | 9 февраля 2005 — 28 января 2006  |
| 23        | 2 февраля 1946 — 21 января 1947   | Ян      | Огонь   | 丙              | 戌           | Собака   | 29 января 2006 — 17 февраля 2007 |
| 24        | 22 января 1947 — 9 февраля 1948   | Инь     | Огонь   | 丁              | 亥           | Свинья   | 18 февраля 2007 — 6 февраля 2008 |
| 25        | 10 февраля 1948 — 28 января 1949  | Ян      | Земля   | 戊              | 子           | Крыса    | 7 февраля 2008 — 25 января 2009  |
| 26        | 29 января 1949 — 16 февраля 1950  | Инь     | Земля   | 己              | 丑           | Бык      | 26 января 2009 — 13 февраля 2010 |
| 27        | 17 февраля 1950 — 5 февраля 1951  | Ян      | Металл  | 庚              | 寅           | Тигр     | 14 февраля 2010 — 2 февраля 2011 |
| 28        | 6 февраля 1951 — 26 января 1952   | Инь     | Металл  | 辛              | 卯           | Кролик   | 3 февраля 2011 — 22 января 2012  |
| 29        | 27 января 1952 — 13 февраля 1953  | Ян      | Вода    | 壬              | 辰           | Дракон   | 23 января 2012 — 9 февраля 2013  |
| 30        | 14 февраля 1953 — 2 февраля 1954  | Инь     | Вода    | 癸              | 巳           | Змея     | 10 февраля 2013 — 30 января 2014 |
| 31        | 3 февраля 1954 — 23 января 1955   | Ян      | Дерево  | 甲              | 午           | Лошадь   | 31 января 2014 — 18 февраля 2015 |
| 32        | 24 января 1955 — 11 февраля 1956  | Инь     | Дерево  | 乙              | 未           | Коза     | 19 февраля 2015 — 7 февраля 2016 |
| 33        | 12 февраля 1956 — 30 января 1957  | Ян      | Огонь   | 丙              | 申           | Обезьяна | 8 февраля 2016 — 27 января 2017  |
| 34        | 31 января 1957 — 17 февраля 1958  | Инь     | Огонь   | 丁              | 酉           | Петух    | 28 января 2017 — 15 февраля 2018 |
| 35        | 18 февраля 1958 — 7 февраля 1959  | Ян      | Земля   | 戊              | 戌           | Собака   | 16 февраля 2018 — 4 февраля 2019 |
| 36        | 8 февраля 1959 — 27 января 1960   | Инь     | Земля   | 己              | 亥           | Свинья   | 5 февраля 2019 — 24 января 2020  |
| 37        | 28 января 1960 — 14 февраля 1961  | Ян      | Металл  | 庚              | 子           | Крыса    | 25 января 2020 — 11 февраля 2021 |
| 38        | 15 февраля 1961 — 4 февраля 1962  | Инь     | Металл  | 辛              | 丑           | Бык      | 12 февраля 2021 — 31 января 2022 |
| 39        | 5 февраля 1962 — 24 января 1963   | Ян      | Вода    | 壬              | 寅           | Тигр     | 1 февраля 2022 — 21 января 2023  |
| 40        | 25 января 1963 — 12 февраля 1964  | Инь     | Вода    | 癸              | 卯           | Кролик   | 22 января 2023 — 9 февраля 2024  |
| 41        | 13 февраля 1964 — 1 февраля 1965  | Ян      | Дерево  | 甲              | 辰           | Дракон   | 10 февраля 2024 — 28 января 2025 |
| 42        | 2 февраля 1965 — 20 января 1966   | Инь     | Дерево  | 乙              | 巳           | Змея     | 29 января 2025 — 16 февраля 2026 |
| 43        | 21 января 1966 — 8 февраля 1967   | Ян      | Огонь   | 丙              | 午           | Лошадь   | 17 февраля 2026 — 5 февраля 2027 |
| 44        | 9 февраля 1967 — 29 января 1968   | Инь     | Огонь   | 丁              | 未           | Коза     | 6 февраля 2027 — 25 января 2028  |
| 45        | 30 января 1968 — 16 февраля 1969  | Ян      | Земля   | 戊              | 申           | Обезьяна | 26 января 2028 — 12 февраля 2029 |
| 46        | 17 февраля 1969 — 5 февраля 1970  | Инь     | Земля   | 己              | 酉           | Петух    | 13 февраля 2029 — 2 февраля 2030 |
| 47        | 6 февраля 1970 — 26 января 1971   | Ян      | Металл  | 庚              | 戌           | Собака   | 3 февраля 2030 — 22 января 2031  |
| 48        | 27 января 1971 — 14 февраля 1972  | Инь     | Металл  | 辛              | 亥           | Свинья   | 23 января 2031 — 10 февраля 2032 |
| 49        | 15 февраля 1972 — 2 февраля 1973  | Ян      | Вода    | 壬              | 子           | Крыса    | 11 февраля 2032 — 30 января 2033 |
| 50        | 3 февраля 1973 — 22 января 1974   | Инь     | Вода    | 癸              | 丑           | Бык      | 31 января 2033 — 18 февраля 2034 |
| 51        | 23 января 1974 — 10 февраля 1975  | Ян      | Дерево  | 甲              | 寅           | Тигр     | 19 февраля 2034 — 7 февраля 2035 |
| 52        | 11 февраля 1975 — 30 января 1976  | Инь     | Дерево  | 乙              | 卯           | Кролик   | 8 февраля 2035 — 27 января 2036  |
| 53        | 31 января 1976 — 17 февраля 1977  | Ян      | Огонь   | 丙              | 辰           | Дракон   | 28 января 2036 — 14 февраля 2037 |
| 54        | 18 февраля 1977 — 6 февраля 1978  | Инь     | Огонь   | 丁              | 巳           | Змея     | 15 февраля 2037 — 3 февраля 2038 |
| 55        | 7 февраля 1978 — 27 января 1979   | Ян      | Земля   | 戊              | 午           | Лошадь   | 4 февраля 2038 — 23 января 2039  |
| 56        | 28 января 1979 — 15 февраля 1980  | Инь     | Земля   | 己              | 未           | Коза     | 24 января 2039 — 11 февраля 2040 |
| 57        | 16 февраля 1980 — 4 февраля 1981  | Ян      | Металл  | 庚              | 申           | Обезьяна | 12 февраля 2040 — 31 января 2041 |
| 58        | 5 февраля 1981 — 24 января 1982   | Инь     | Металл  | 辛              | 酉           | Петух    | 1 февраля 2041 — 21 января 2042  |
| 59        | 25 января 1982 — 12 февраля 1983  | Ян      | Вода    | 壬              | 戌           | Собака   | 22 января 2042 — 9 февраля 2043  |
| 60        | 13 февраля 1983 — 1 февраля 1984  | Инь     | Вода    | 癸              | 亥           | Свинья   | 10 февраля 2043 — 29 января 2044 |

### Месяцы
Двенадцать животных также связаны с традиционным китайским сельскохозяйственным календарём, который проходит вместе с более известным лунным календарём. Вместо месяцев этот календарь делится на 24 двухнедельных сегмента, известных как «Солнечные условия». Каждое животное связано с двумя этими солнечными терминами в течение периода, подобного западному месяцу. В отличие от 60-летнего лунного календаря, который может варьироваться в зависимости от месяца в зависимости от западного календаря, сельскохозяйственный календарь меняется только на один день, начиная с 3 или 4 февраля каждого года. Опять же, в отличие от цикла лунных лет, который начинается с Крысы, сельскохозяйственный календарь начинается с Тигра, так как это первое животное весны в китайском календаре. Вокруг летних дней больше, чем зимние дни, потому что происходят различия перигелия и афелия.
Поскольку каждый знак связан с месяцем солнечного года, он тем самым также связан с сезоном. Каждый из элементов также связан с сезоном, а элемент, который разделяет сезон со знаком, известен как фиксированный элемент этого знака. Другими словами, этот элемент, как полагают, придаёт некоторые характеристики его знаку. Фиксированный элемент каждого знака применяется также к знакам года и часа, а не только месячному знаку. Фиксированный элемент отделён от цикла элементов, которые взаимодействуют со знаками в 60-летнем цикле.
| Время года | Лунный месяц                  | Фиксированный Элемент | Эклиптическая долгота | Солнечный срок      | Примерное число по григорианскому календарю | Знак зодиака |
| ---------- | ----------------------------- | --------------------- | --------------------- | ------------------- | ------------------------------------------- | ------------ |
| Весна      | Первый — 寅 (Инь) Тигр        | Дерево Ян             | 314°                  | 立春 личунь         | 4 февраля — 19 февраля                      | Водолей      |
| Весна      | Первый — 寅 (Инь) Тигр        | Дерево Ян             | 329°                  | 雨水 юйшуй          | 20 февраля — 5 марта                        | Рыбы         |
| Весна      | Второй — 卯 (Мао) Кролик      | Дерево Инь            | 344°                  | 啓蟄 цзинчжэ (驚蟄) | 6 марта — 20 марта                          | Рыбы         |
| Весна      | Второй — 卯 (Мао) Кролик      | Дерево Инь            | 359°                  | 春分 чуньфэнь       | 21 марта — 4 апреля                         | Овен         |
| Весна      | Третий — 辰 (Чэнь) Дракон     | Земля Ян              | 14°                   | 清明 цинмин         | 5 апреля — 20 апреля                        | Овен         |
| Весна      | Третий — 辰 (Чэнь) Дракон     | Земля Ян              | 29°                   | 穀雨 гуюй           | 21 апреля — 4 мая                           | Телец        |
| Лето       | Четвёртый — 巳 (Сы) Змея      | Огонь Инь             | 44°                   | 立夏 лися           | 5 мая — 21 мая                              | Телец        |
| Лето       | Четвёртый — 巳 (Сы) Змея      | Огонь Инь             | 59°                   | 小滿 сяомань        | 22 мая — 5 июня                             | Близнецы     |
| Лето       | Пятый — 午 (У) Лошадь         | Огонь Ян              | 74°                   | 芒種 манчжун        | 6 июня — 21 июня                            | Близнецы     |
| Лето       | Пятый — 午 (У) Лошадь         | Огонь Ян              | 89°                   | 夏至 сячжи          | 22 июня — 6 июля                            | Рак          |
| Лето       | Шестой — 未 (Вэй) Коза        | Земля Инь             | 104°                  | 小暑 сяошу          | 7 июля — 22 июля                            | Рак          |
| Лето       | Шестой — 未 (Вэй) Коза        | Земля Инь             | 119°                  | 大暑 дашу           | 23 июля — 6 августа                         | Лев          |
| Осень      | Седьмой — 申 (Шэнь) Обезьяна  | Металл Ян             | 134°                  | 立秋 лицю           | 7 августа — 21 августа                      | Лев          |
| Осень      | Седьмой — 申 (Шэнь) Обезьяна  | Металл Ян             | 149°                  | 處暑 чушу           | 22 августа — 7 сентября                     | Дева         |
| Осень      | Восьмой — 酉 (Ю) Петух        | Металл Инь            | 164°                  | 白露 байлу          | 8 сентября — 23 сентября                    | Дева         |
| Осень      | Восьмой — 酉 (Ю) Петух        | Металл Инь            | 181°                  | 秋分 цюфэнь         | 24 сентября — 7 октября                     | Весы         |
| Осень      | Девятый — 戌 (Сюй) Собака     | Земля Ян              | 194°                  | 寒露 ханьлу         | 8 октября — 23 октября                      | Весы         |
| Осень      | Девятый — 戌 (Сюй) Собака     | Земля Ян              | 211°                  | 霜降 шуанцзян       | 24 октября — 6 ноября                       | Скорпион     |
| Зима       | Десятый — 亥 (Хай) Свинья     | Вода Инь              | 224°                  | 立冬 лидун          | 7 ноября — 22 ноября                        | Скорпион     |
| Зима       | Десятый — 亥 (Хай) Свинья     | Вода Инь              | 244°                  | 小雪 сяосюэ         | 23 ноября — 6 декабря                       | Стрелец      |
| Зима       | Одиннадцатый — 子 (Цзы) Крыса | Вода Ян               | 251°                  | 大雪 дасюэ          | 7 декабря — 22 декабря                      | Стрелец      |
| Зима       | Одиннадцатый — 子 (Цзы) Крыса | Вода Ян               | 271°                  | 冬至 дунчжи         | 23 декабря — 5 января                       | Козерог      |
| Зима       | Двенадцатый — 丑 (Чоу) Бык    | Земля Инь             | 284°                  | 小寒 сяохань        | 6 января — 20 января                        | Козерог      |
| Зима       | Двенадцатый — 丑 (Чоу) Бык    | Земля Инь             | 299°                  | 大寒 дахань         | 21 января — 3 февраля                       | Водолей      |

## Сочетание

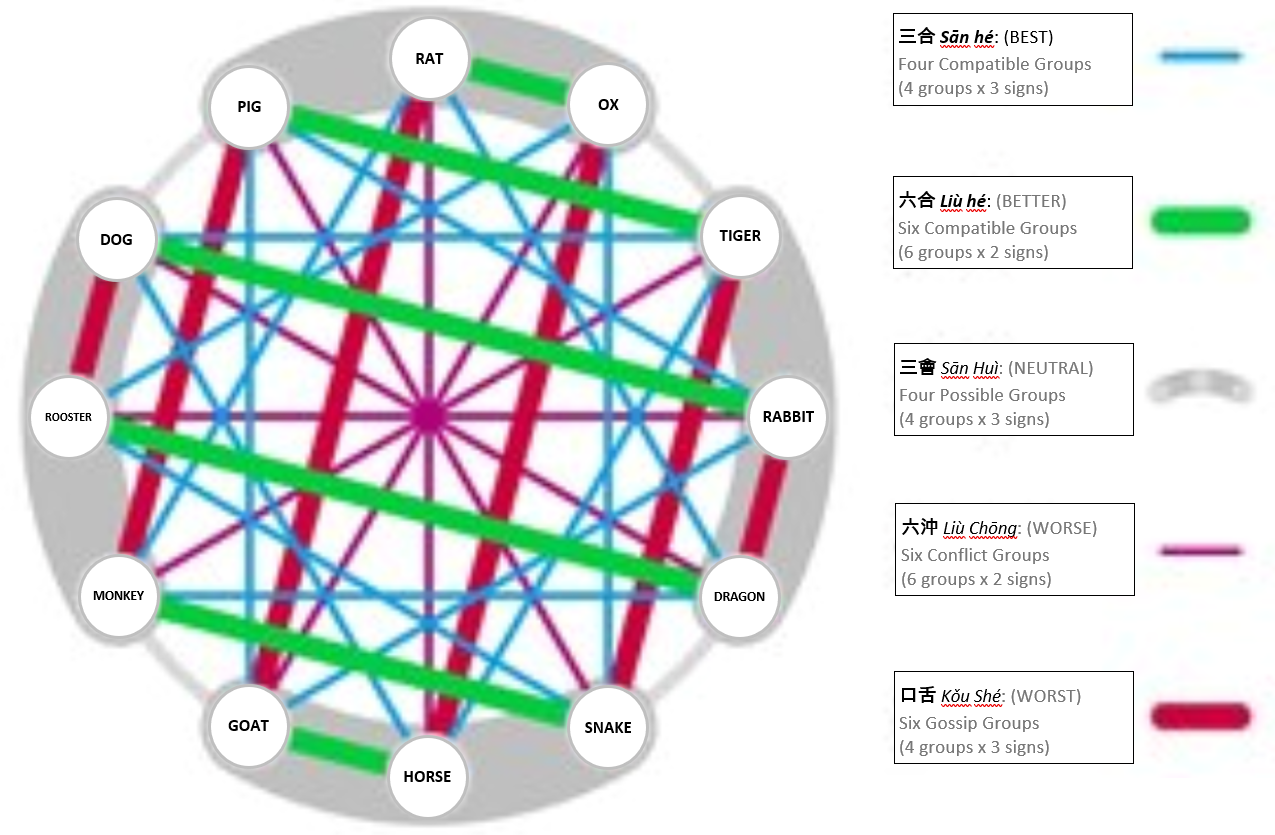
Таблица совместимости знаков китайского зодиака в соответствии с их природой, характеристиками и элементами

Поскольку китайский зодиак получен в соответствии с древней теорией Пяти Элементов, каждый знак китайского зодиака состоит из пяти элементов с отношениями между этими элементами, интерполяцией, взаимодействием, чрезмерным действием и противодействием, которые считаются общими законами движений и изменений существ во вселенной.
| Знак     | Сочетается              | Возможно сочетание                                              | Не сочетается |
| -------- | ----------------------- | --------------------------------------------------------------- | ------------- |
| Крыса    | Крыса, Дракон, Обезьяна | Змея, Петух, Бык, Свинья, Кролик, Коза, Собака, Тигр            | Лошадь        |
| Бык      | Бык, Змея, Петух        | Дракон, Обезьяна, Крыса, Собака, Тигр, Лошадь, Свинья, Кролик   | Коза          |
| Тигр     | Тигр, Собака, Лошадь    | Свинья, Кролик, Коза, Змея, Петух, Бык, Дракон, Крыса           | Обезьяна      |
| Кролик   | Кролик, Свинья, Коза    | Собака, Тигр, Лошадь, Дракон, Обезьяна, Крыса, Змея, Бык        | Петух         |
| Дракон   | Дракон, Обезьяна, Крыса | Змея, Петух, Бык, Свинья, Кролик, Коза, Тигр, Лошадь,           | Собака        |
| Змея     | Змея, Петух, Бык        | Дракон, Обезьяна, Крыса, Собака, Тигр, Лошадь, Кролик, Коза,    | Свинья        |
| Лошадь   | Лошадь, Собака, Тигр    | Свинья, Кролик, Коза, Змея, Петух, Бык, Дракон, Обезьяна        | Крыса         |
| Коза     | Коза, Свинья, Кролик    | Собака, Тигр, Лошадь, Дракон, Обезьяна, Крыса, Змея, Петух      | Бык           |
| Обезьяна | Обезьяна, Дракон, Крыса | Змея, Петух, Бык, Свинья, Кролик, Коза, Собака, Лошадь          | Тигр          |
| Петух    | Петух, Змея, Бык        | Дракон, Обезьяна, Крыса, Собака, Тигр, Лошадь, Свинья, Коза     | Кролик        |
| Собака   | Собака, Тигр, Лошадь    | Свинья, Свинья, Кролик, Коза, Змея, Петух, Бык, Обезьяна, Крыса | Дракон        |
| Свинья   | Свинья, Кролик, Коза,   | Собака, Тигр, Лошадь, Дракон, Обезьяна, Крыса, Петух, Бык       | Змея          |

## Четыре столпа
Четыре столпа судьбы, то же что и восемь знаков, были известны ещё во времена династии Хань, и до сих пор они применяются в китайской метафизике и Фэн-Шуй. Каждый столбец содержит небесные стволы и земные ветви, и каждый столбец относится к году, месяцу, дню и часу рождения. Первая колонка относится к году животного и элементу, вторая — к месяцу животного и элементу, третья — к дню животного и элементу, а четвёртая — к часу животного и элементу.

## Истории о происхождении порядка знаков зодиака
Есть много историй и легенд о происхождении зодиака. Со времён династии Хань 12 земных ветвей использовались для записи времени суток. Но для удобства они были заменены на 12 животных. 24 часа разделены на 12 двухчасовых периодов, называемые «стражи», и соответствуют двенадцати знакам китайского зодиака. Например, 子 (Крыса) означает полночь, а также период с 23:00 до 1:00. Так, как час крысы попадает в двое суток, в конец одних и начало других, то его разделяют час поздней и ранней крысы.
- Крыса — 23:00—00:59. Это время, когда крысы наиболее активно ищут пищу.
- Бык — 01:00—02:59. Это время, когда быки размеренно жуют свою жвачку.
- Тигр — 03:00—04:59. Это время, когда тигры наиболее свирепы, потому что охотятся на свою добычу.
- Кролик — 05:00—06:59. Это время, когда мифологический Нефритовый Кролик растирает снадобье в ступе на Луне.
- Дракон — 07:00—08:59. Это время, когда драконы парят за облаками в небе, чтобы вызвать дождь.
- Змея — 09:00—10:59. Это время, когда змеи покидают свои норки.
- Лошадь — 11:00—12:59. Это время, когда другие животные прилегли для отдыха, лошади все ещё стоят.
- Коза — 13:00—14:59. Это время, когда козы едят траву.
- Обезьяна — 15:00—16:59. Это время, когда обезьяны очень активны.
- Петух — 17:00—18:59. Это время, когда петухи возвращаются в свои курятники.
- Собака — 19:00—20:59. Это время, когда собаки начинают сторожить дворы.
- Свинья — 21:00—22:59. Это время, когда свиньи засыпают.

### День рождения Будды
Однажды Будда пригласил к себе на праздник всех животных, какие захотят прийти. Пришло 12 зверей. Время стояло холодное, а чтобы попасть к Будде, нужно было переплыть широкую реку. Каждому животному в порядке живой очереди Будда подарил по одному году управления.
Крыса, которая не хотела мокнуть в холодной воде, попросила быка перевезти её, и тот согласился; на берегу крыса соскочила с его спины, прибежала к Будде первой, и получила первый год. Бык стал вторым.
Обезьяна стала девятой, так как вошла в воду, лишь убедившись в том, что всё безопасно. Петух стал десятым, так как давал инструкции своей большой семье, как жить, пока он будет отсутствовать. Собака прибежала вслед за ним, так как была занята делами. Последней пришла медлительная свинья.

### Повеление Нефритового императора
Слуга Нефритового императора был послан, чтобы найти 12 самых красивых животных и привести их для награждения; аудиенцию назначили на 6 утра. Слуга, спустившись, сразу нашёл и пригласил Крысу, а потом позвал быка, тигра, кролика, дракона, змею, лошадь, овцу, обезьяну, петуха и собаку; не найдя кота, он попросил крысу передать приглашение. Та исполнила обещание, но кот любил поспать и попросил разбудить его; крыса же поняла, что кот красивее её, и не стала будить кота.
На аудиенцию пришли вовремя все, кроме кота; лучше всех подготовилась крыса, которая на спине у быка стала играть на дудочке, чем вызвала восторг и получила первое место. Быку за его доброту отдали второе место, тигру — третье, кролику за красивый мех — четвёртое, дракону за необычность облика — пятое, змее за мудрость — шестое, лошади — седьмое, овце — восьмое, обезьяне за ловкость — девятое, петуху — десятое и собаке — одиннадцатое.
Тут заметили, что одного животного не хватает; слуге пришлось срочно искать двенадцатое животное, и он позвал свинью, которой дали двенадцатое место.
В это время проснулся кот, и со всех ног побежал во дворец, но все места уже были распределены. С тех пор кот сильно обижен на крысу, и они непримиримо враждуют.

## Археологические свидетельства
Наиболее ранними свидетельствами 12-летнего календарного цикла, связанного с животными, являются четыре манускрипта, относящиеся к III—I векам до н. э.: из Фанматань (пров. Ганьсу) и Шуйхуди (Хубэй) датируются временем около основания империи Цинь; из Чжанцзяшань и Кунцзяпо (Хубэй) — ранней Хань.

## Китайский зодиак в других странах
Китайские знаки зодиака также используются другими культурами. Например, они обычно появляются на корейских новогодних и японских новогодних открытках и марках. Почтовая служба США и нескольких других стран выпускают почтовые марки «Год ____» каждый год.
Китайский зодиак также используется в некоторых других азиатских странах, находящихся под культурным влиянием Китая, но некоторые из животных в зодиаке могут отличаться по странам.

### Восточная Азия
Корейский зодиак почти идентичен китайскому зодиаку, но китайско-корейское слово 양 (ян) обычно обозначает слово «овца» на корейском языке (где корейское слово 염소 используется для обозначения «коза»), хотя Китайский источник заимствования ян может относиться к любому виду коз и овец. В японском зодиаке Овца заменила козу, а дикий кабан — свинью. В Японии отмечают Новый год 1 января в соответствии с григорианским календарём с 1873 года. Вьетнамский зодиак почти идентичен китайскому зодиаку, с той лишь разницей, что бык заменён водяным буйволом, а кролик заменён котом.
В буддийском календаре, используемом в Камбодже, Таиланде, Лаосе, Мьянме и Шри Ланке, дракона заменяет нага. В гуругнгском зодиаке дракон заменён орлом, а кабан оленем.

### Болгары, гунны и тюркские народы
Европейские гунны использовали китайский зодиак. Этот общий китайско-тюркский зодиак хорошо использовался в Балканской Болгарии. Здесь упомянуты календарь гуннского или болгарского языческого зодиака, который отличается от греческого зодиака, но в значительной степени соответствует китайскому:
1. Kuzgé — [год] Saravana — Крыса
2. Shiger (Syger) — Бык
3. Kuman (Imén)
4. Ügur — Тигр, Myachè Ügur — Тигр
5. Taushan — Кролик
6. Samar — Дракон Birgün (Bergen, Birig, Baradj) — Дракон
7. Dilan — Змея
8. Tykha — Лошадь
9. Téké — Коза
10. Bichin, Michin — Обезьяна
11. Tavuk — Петух
12. It — Собака
13. Shushma — Свинья

В Казахстане используется почти такой же животный цикл, что и в китайском календаре. Но главная отличительная черта в том что вместо дракона (у лун) присутствует улитка, чьё произношение (каз. ұлу) созвучно китайскому слову, а вместо тигра присутствует снежный леопард — барс (каз. барыс).
1. Тышқан — Мышь
2. Сиыр — Корова
3. Барыс — Барс
4. Қоян — Заяц
5. Ұлу — Улитка
6. Жылан — Змея
7. Жылқы — Лошадь
8. Қой — Баран
9. Мешін — Обезьяна
10. Тауық — Курица
11. Ит — Собака
12. Доңыз — Кабан

Почти такой вариант цикла используется в Каракалпакстане.
1. Тышқан — Мышь
2. Сыйыр — Корова
3. Барс — Барс
4. Қоян — Заяц
5. Улыў — Дракон
6. Жылан — Змея
7. Жылқы — Лошадь
8. Қой — Баран
9. Мешин — Обезьяна
10. Таўық — Курица
11. Ийт — Собака
12. Доңыз — Кабан

Своя самобытная версия издавна существует в Киргизии.
Версия в Хакасии также самобытна:
1. Кӱске — Мышь
2. Iнек — Корова
3. Тӱлгӱ — Лисица
4. Хозан — Заяц
5. Килескi — Ящерица
6. Чылан — Змея
7. Чылғы — Лошадь
8. Хой — Овца
9. Кiзi — Человек
10. Турна — Журавль
11. Адай — Собака
12. Ӧскi — Коза

В Монголии 12-цикл называется «Арван хоер жил», что означает «12 лет»:
1. Хулгана — Крыса
2. Үхэр — Бык
3. Бар — Тигр
4. Туулай — Кролик
5. Луу — Дракон
6. Могой — Змея
7. Морь — Лошадь
8. Хонь — Овца
9. Бич/Мич, Бичин, Мичин, Мэчин — Обезьяна
10. Тахиа — Петух
11. Нохой — Собака
12. Гахай — Свинья

## Символы Юникода
В блоке Разные символы и пиктограммы Юникода имеются следующие символы знаков китайского зодиака и их модификации для разных стран:
| №  | Код       | Код       |            | Название      | Название | Страна    |
| №  | 16-ричный | 10-ричный | Английское | Перевод       |          | Страна    |
| -- | --------- | --------- | ---------- | ------------- | -------- | --------- |
| 1  | U+1F400   | 128000    | 🐀         | RAT           | крыса    |           |
| 1  | U+1F401   | 128001    | 🐁         | MOUSE         | мышь     | Иран      |
| 2  | U+1F402   | 128002    | 🐂         | OX            | вол      |           |
| 2  | U+1F403   | 128003    | 🐃         | WATER BUFFALO | буйвол   | Вьетнам   |
| 2  | U+1F404   | 128004    | 🐄         | COW           | корова   | Иран      |
| 3  | U+1F405   | 128005    | 🐅         | TIGER         | тигр     |           |
| 3  | U+1F406   | 128006    | 🐆         | LEOPARD       | леопард  | Иран      |
| 4  | U+1F407   | 128007    | 🐇         | RABBIT        | кролик   |           |
| 4  | U+1F408   | 128008    | 🐈         | CAT           | кошка    | Вьетнам   |
| 5  | U+1F409   | 128009    | 🐉         | DRAGON        | дракон   |           |
| 5  | U+1F40A   | 128010    | 🐊         | CROCODILE     | крокодил | Иран      |
| 5  | U+1F40B   | 128011    | 🐋         | WHALE         | кит      | Иран      |
| 5  | U+1F40C   | 128012    | 🐌         | SNAIL         | улитка   | Казахстан |
| 6  | U+1F40D   | 128013    | 🐍         | SNAKE         | змея     |           |
| 7  | U+1F40E   | 128014    | 🐎         | HORSE         | лошадь   |           |
| 8  | U+1F40F   | 128015    | 🐏         | RAM           | баран    |           |
| 8  | U+1F410   | 128016    | 🐐         | GOAT          | коза     | Вьетнам   |
| 8  | U+1F411   | 128017    | 🐑         | SHEEP         | овца     | Иран      |
| 9  | U+1F412   | 128018    | 🐒         | MONKEY        | обезьяна |           |
| 10 | U+1F413   | 128019    | 🐓         | ROOSTER       | петух    |           |
| 10 | U+1F414   | 128020    | 🐔         | CHICKEN       | курица   | Иран      |
| 11 | U+1F415   | 128021    | 🐕         | DOG           | собака   |           |
| 12 | U+1F416   | 128022    | 🐖         | PIG           | свинья   |           |
| 12 | U+1F417   | 128023    | 🐗         | BOAR          | кабан    | Япония    |
| 12 | U+1F418   | 128024    | 🐘         | ELEPHANT      | слон     | Таиланд   |

## Галерея

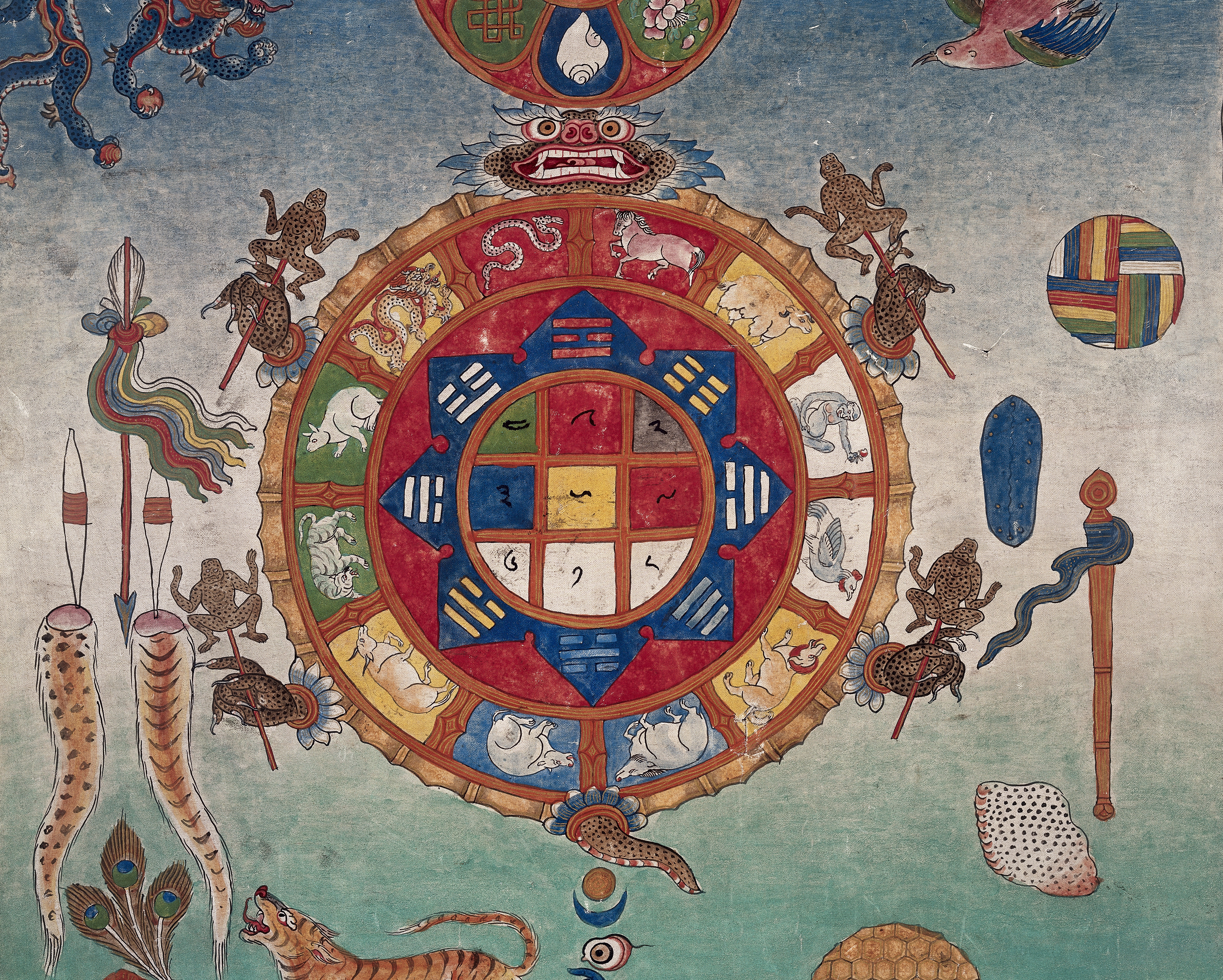
Все знаки зодиака
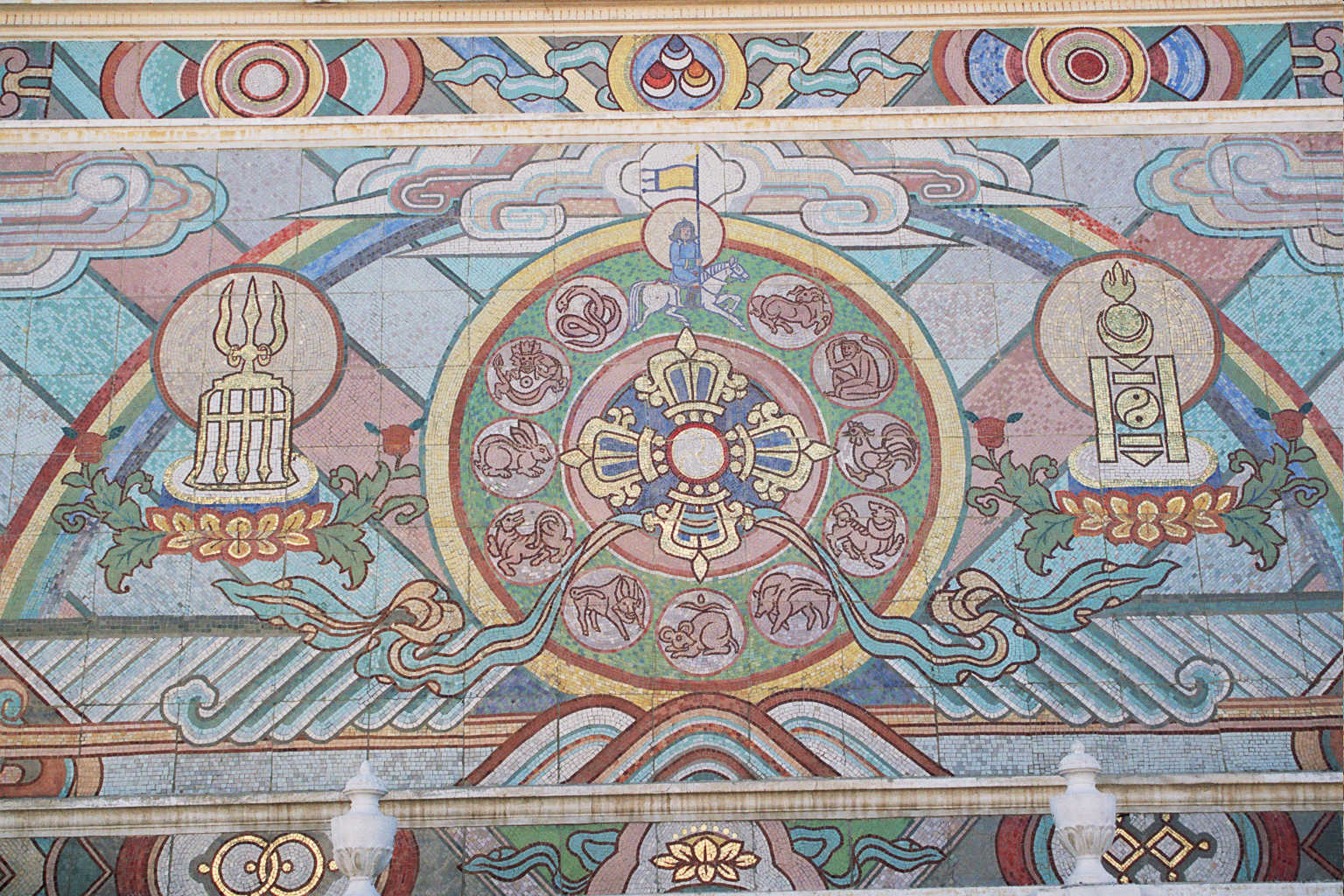
Мозаика с изображением 12 знаков китайского зодиака
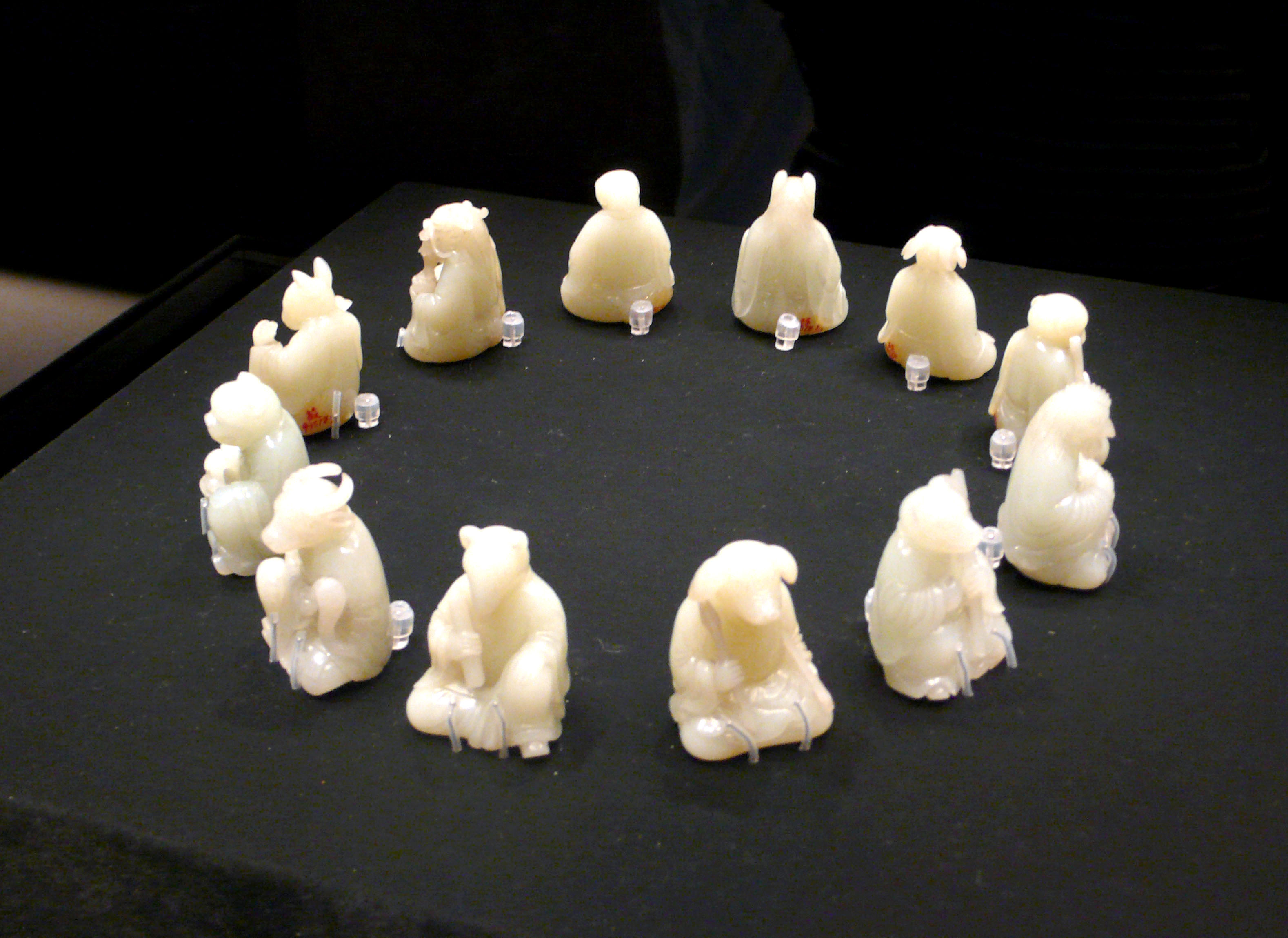
Статуэтки 12 знаков китайского зодиака
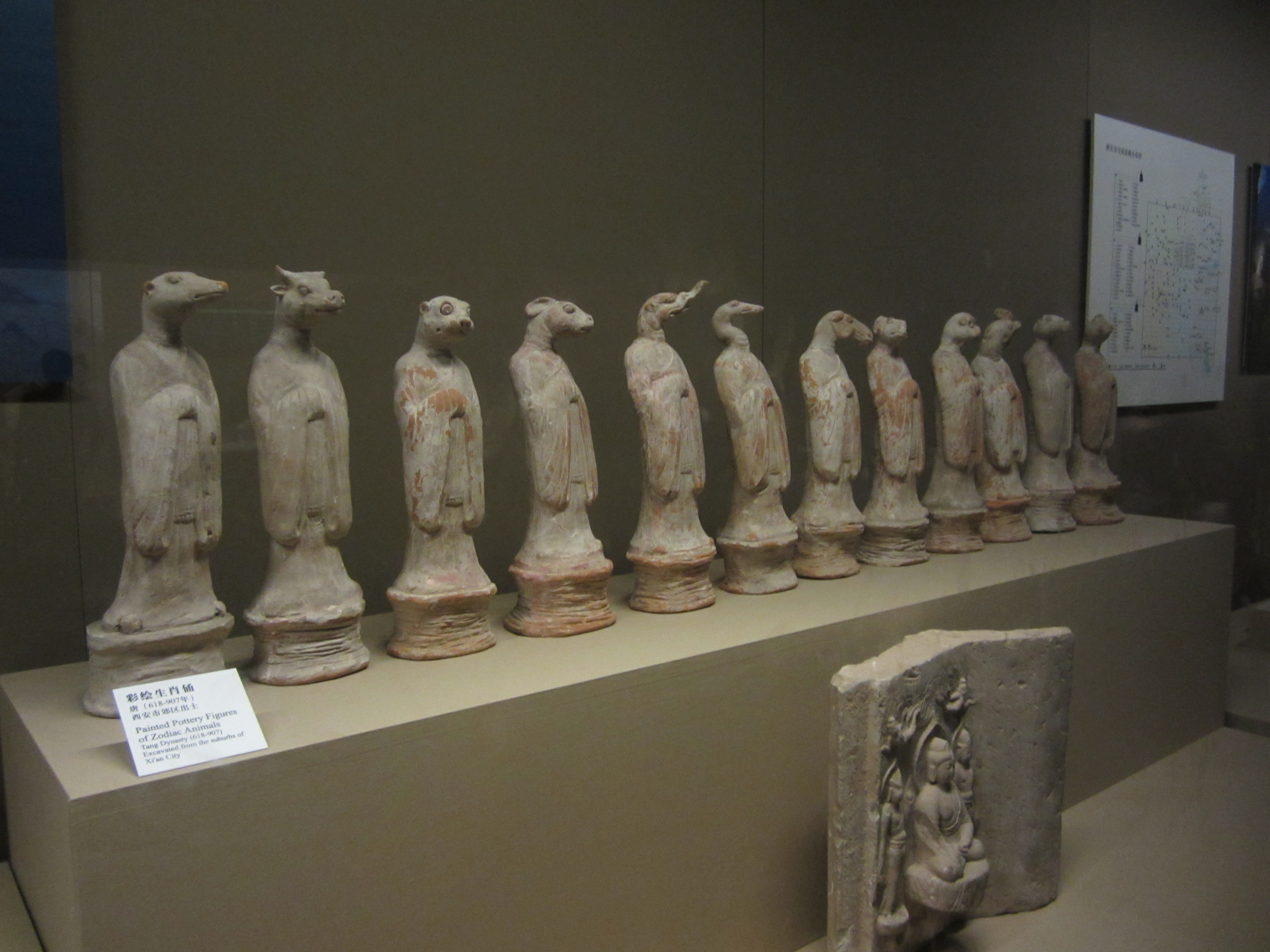
Скульптуры двенадцати фигур китайского зодиака династии Тан